# Koutammakou
Het Koutammakou-landschap is gelegen in Noordoost-Togo en strekt zich uit over 50.000 ha, tot in het buurland Benin. De Batammariba leven er in de typische torenhuisjes van gedroogde modder (Takienta) die het symbool voor Togo zijn geworden. Het culturele landschap is opmerkelijk vanwege de landbouwgronden en de bossen, maar vooral vanwege de huizen die een beeld geven van de sociale structuur. Daarom is het landschap in 2004 opgenomen in de Werelderfgoedlijst van de UNESCO. Koutammakou wordt het ideale voorbeeld genoemd van een traditioneel systeem dat nog steeds levend en dynamisch is en waarin de traditionele praktijken verder worden beleefd. De cultuur van de Batammariba wordt er onvervalst weergegeven, vooral door de typische torenhuisjes. Daarnaast getuigt het landschap ook van de spirituele band tussen de Batammariba en hun omgeving.
De meeste huizen zijn twee verdiepingen hoog. Sommigen hebben platte daken, anderen kegelvormige daken. De dorpen waarin ze gegroepeerd zijn bestaan uit ceremoniële plaatsen, rotsen, bronnen en speciale plaatsen voor initiatie-ceremonies.
De Togolese autoriteiten hebben een cultureel managementplan opgezet voor de regio, waarin de Batammariba zelf voldoende inspraak hebben omtrent de toekomst van hun thuisland. Men is er echter niet volledig gerust in omdat de jeugd de kennis van de architectuur niet meer heeft en daarom de typische huizen niet meer kan construeren. Velen trekken naar de steden, anderen blijven wel in Koutammakou wonen maar gebruiken andere materialen voor de huizen.